# Gino Cesaroni
Gino Cesaroni (Genzano di Roma, 5 dicembre 1919 – Roma, 16 gennaio 1997) è stato un politico italiano, eletto nella V e VI legislatura alla Camera dei deputati. È stato sindaco della sua città natale, il più longevo della storia essendo rimasto in carica per ben 27 anni.

## Biografia
Interruppe gli studi in seconda elementare, proseguendoli negli anni cinquanta quando si trasferì a Roma per frequentare la scuola politica del Partito Comunista. Ricoprì l'incarico di sindaco della cittadina di Genzano di Roma ininterrottamente dal 1969 al 1997.
Col PCI venne eletto deputato alle elezioni politiche del 1968. Confermò poi il proprio seggio a Montecitorio anche dopo le elezioni del 1972. Concluse il mandato parlamentare nel 1976. Dopo la svolta della Bolognina, dal 1991 aderì al Partito Democratico della Sinistra.
Morì all'ospedale San Giovanni della capitale a seguito delle ferite subite in un incidente automobilistico.